# Richard King
Richard King, född i Los Angeles, Kalifornien, är en amerikansk ljudmixare.
King har Oscarsnominerats sex gånger i kategorin bästa ljudredigering. Han har vunnit fyra gånger: 2003 för sitt arbete med Master and Commander - Bortom världens ände, 2008 för The Dark Knight, 2010 för Inception och 2017 för Dunkirk.

## Oscarsnomineringar och priser
1. Master and Commander - Bortom världens ände (2003) (Vann)
2. Världarnas krig (2005)
3. The Dark Knight (2008) (Vann)
4. Inception (2010) (Vann)
5. Interstellar (2014)
6. Dunkirk (2017) (Vann)